# Technomyrmex madecassus
Technomyrmex madecassus är en myrart som beskrevs av Auguste-Henri Forel 1897. Technomyrmex madecassus ingår i släktet Technomyrmex och familjen myror.

## Underarter
Arten delas in i följande underarter:
- T. m. fusciventris
- T. m. madecassus

## Bildgalleri

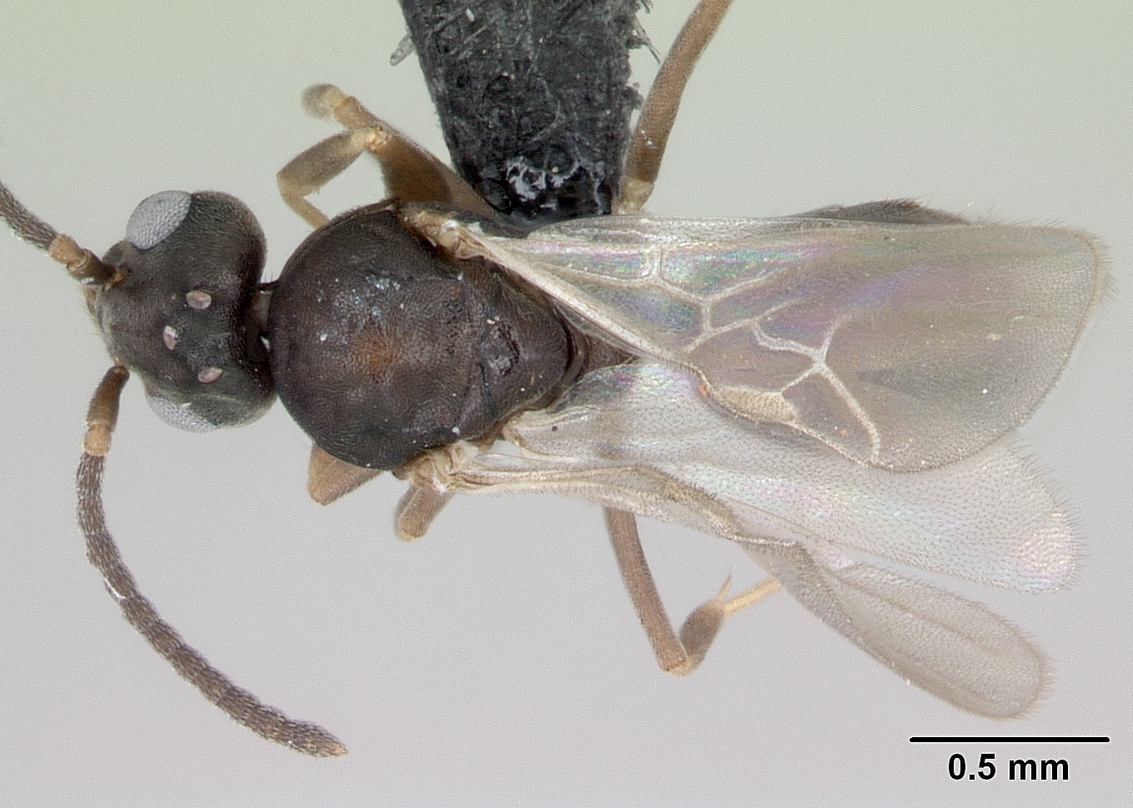
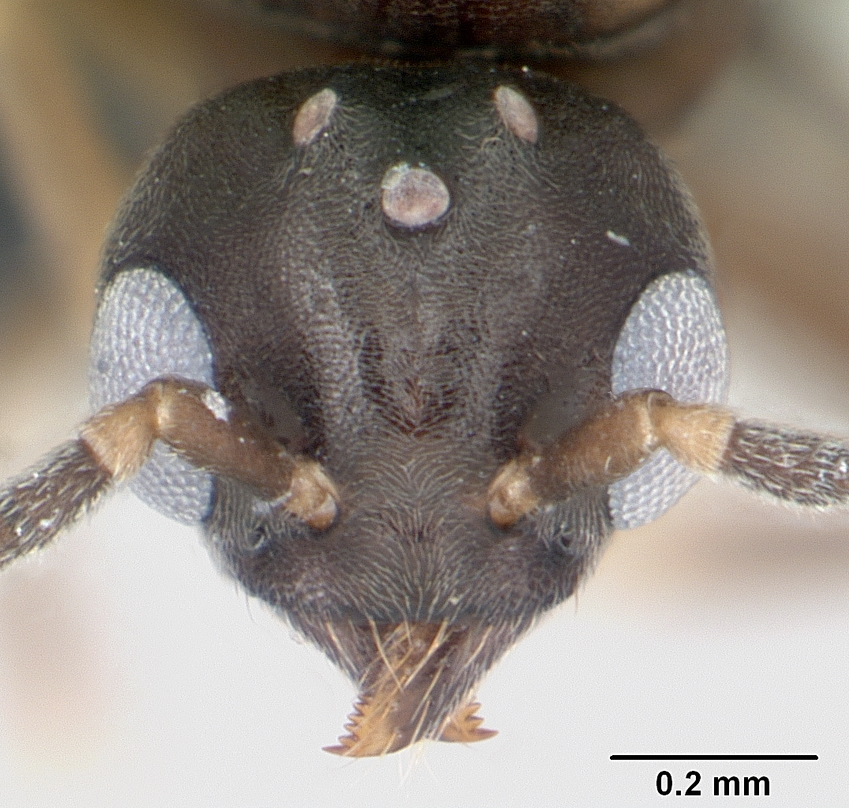
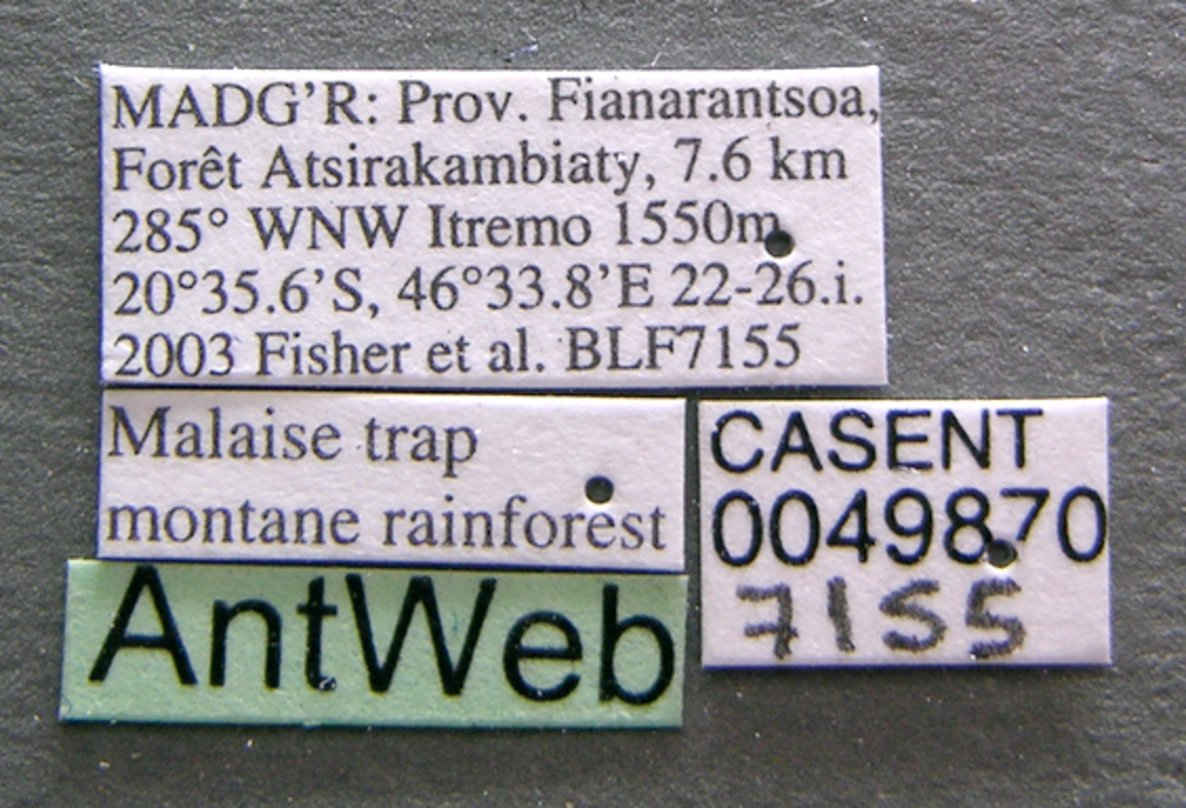
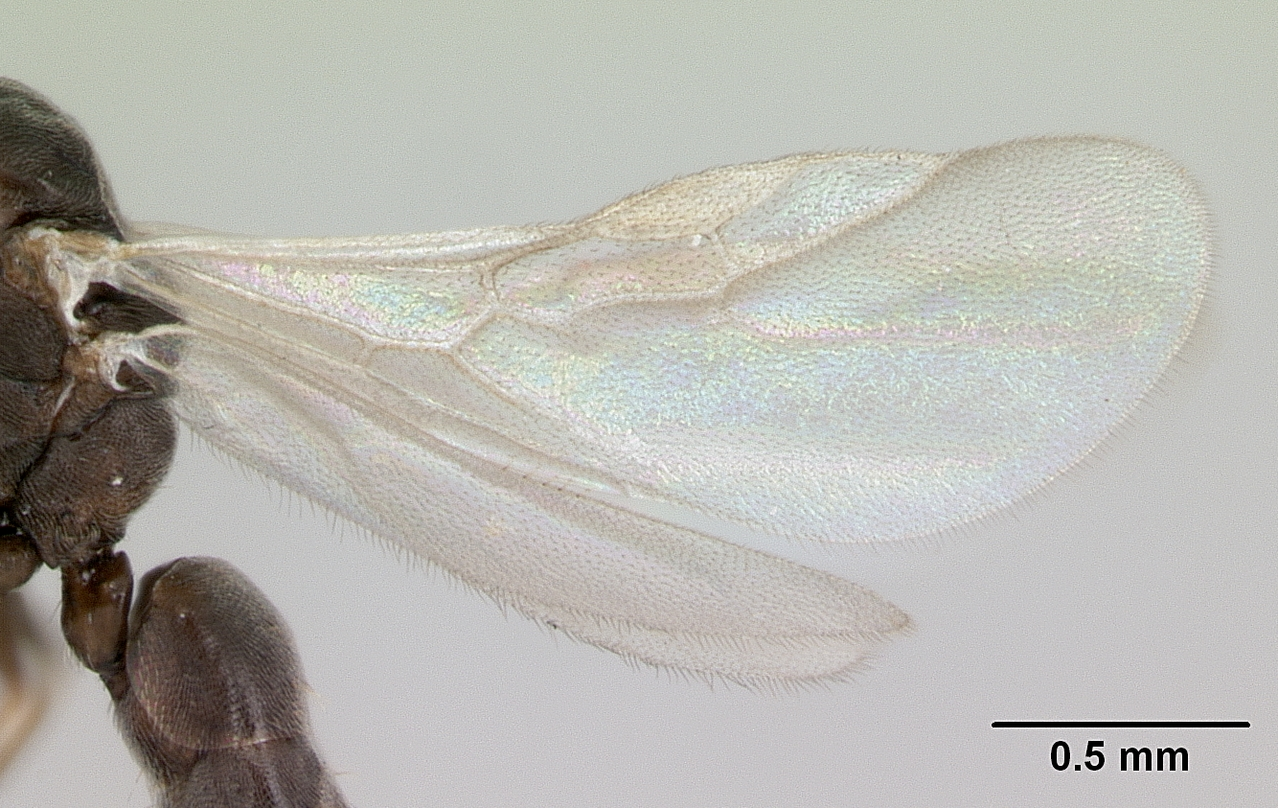
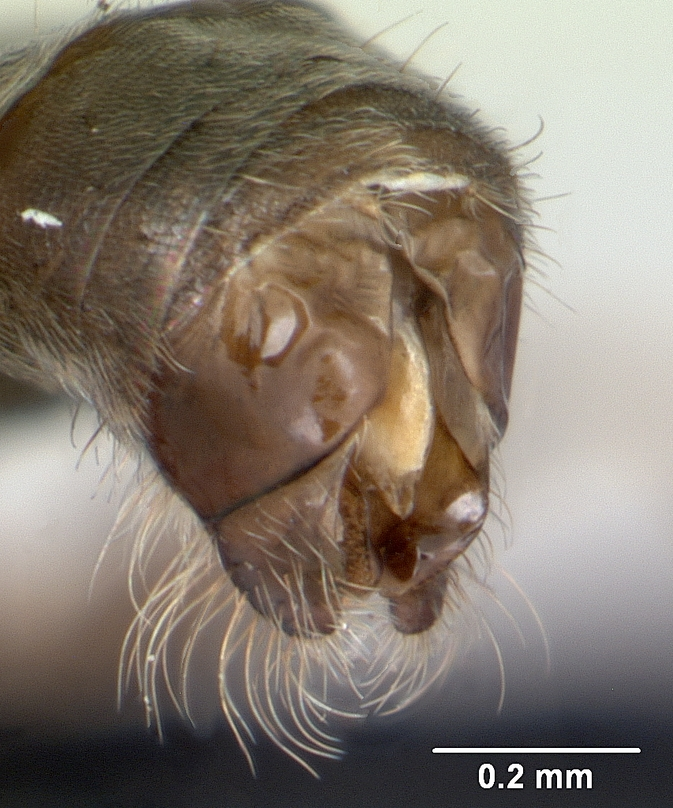
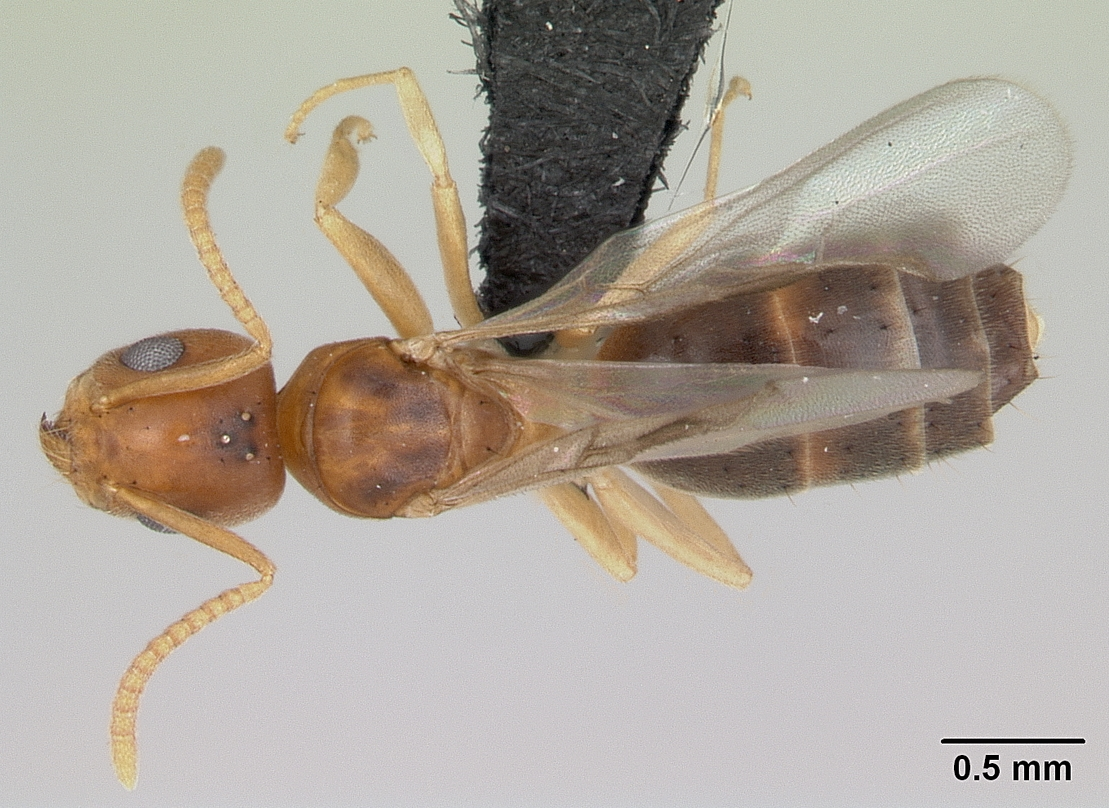